# فهرست ایستگاه‌های هوایی نیروی دریایی ایالات متحده آمریکا
فهرست ایستگاه‌های هوایی نیروی دریایی ایالات متحده آمریکا پادگان پایگاه‌های هوایی و پایگاه‌های زمینی است.

## ایستگاه‌های هوایی فعال
- تگزاس:

پایگاه هوایی کرپس چریستی - کورپس کریستی، تگزاس
پایگاه هوایی کینگزویل - کینگزویل، تگزاس، تگزاس
- فلوریدا:

پایگاه هوایی جکسنویل - جکسون‌ویل، فلوریدا
پایگاه هوایی کی وست - کی وست، فلوریدا
پایگاه هوایی پنسکوولا - پنساکولا، فلوریدا، فلوریدا
Naval Air Station Whiting Field - میلتون، فلوریدا، فلوریدا
- کالیفرنیا:

پایگاه هوایی لمور - لمور، کالیفرنیا، کالیفرنیا
پایگاه هوایی جزیره شمالی - کورونادو، کالیفرنیا
پایگاه هوایی پوینت موگو - Point Mugu, California
- دیگر:

پایگاه هوایی فالون - Fallon، نوادا
پایگاه هوایی مریدیان - مریدیان، میسیسیپی، ایالت میسیسیپی
پایگاه هوایی وسانا - Oceana, Virginia
پایگاه هوایی رودخانه پاتوکسنت - Patuxent River، مریلند
پایگاه هوایی جزیره وهیدبی - اوک هاربور، واشینگتن، ایالت واشینگتن
پایگاه هوایی سیگونلا - سیسیل، ایتالیا

## U.S. Naval Air Stations consolidated into Active U.S. Naval Stations (airfield active)
Naval Station Norfolk - نورفوک، ویرجینیا (Naval Air Station Norfolk سابق)
پایگاه هوایی مایپورت - پایگاه هوایی مایپورت (Naval Air Station Mayport, سابق Naval Air Facility Mayport سابق)
Naval Station Guantanamo - گوانتانامو, کوبا (Naval Air Station Guantanamo سابق)

## ایستگاه‌های جایگزین نیروی دریایی
- پایگاه هوایی موقت نیو ارلیانز - بل شسی، لوئیزیانا، لوئیزیانا
- پایگاه هوایی موقت فرت ورت - فورت وورث، تگزاس (پایگاه هوایی موقت فرت ورت سابق)

As well as many airports and airbases around the country.

## تأسیسات نیروی دریایی
- پایگاه امکانات هوایی اتسوگی - آیاسه، کاناگاوا، ژاپن
- پایگاه امکانات هوایی ال سنترو - ال سنترو، کالیفرنیا، کالیفرنیا
- دیگو گارسیا - دیگو گارسیا
- Naval Air Facility Washington - واشینگتن، دی. سی.
- فرودگاه نیروی هوایی سلطنتی میلدنهال - Mildenhall، انگلستان
- پایگاه هوایی میساوا - Misawa، ژاپن

## U.S. Naval Air Stations consolidated/realigned into other active naval installations (airfield active, partially active or inactive سابق)
- Naval Air Station Anacostia - واشینگتن، دی. سی. (realigned as Naval Station Anacostia; runways removed, heliport retained to support HMX-1)
- میدان هوایی بارین - Alabama (realigned as Outlying Field Barin)
- Naval Air Station Bronson - Florida (realigned as Outlying Field Bronson)
- Naval Air Station Corry Field - Florida (realigned as Naval Technical Training Center Corry Station, then Center for Domain Awareness Corry Station)
- میدان هوایی جزیره فرد، اوآهو،  (now میدان هوایی جزیره فرد)
- میدان هوایی نیول اوتلایینگ لندینگ ایمپیریال بیچ - California (realigned as میدان هوایی نیول اوتلایینگ لندینگ ایمپیریال بیچ)
- Naval Air Station Lakehurst - New Jersey (realigned as Naval Air Engineering Station Lakehurst)
- فرودگاه منطقه‌ای میلینگتون - میلینگتون، تنسی (realigned as Naval Support Activity Mid-South)
- فرودگاه منطقه سوفلی - Florida (realigned as Naval Outlying Field Saufley and Naval Education and Training Program Development Center Saufley Field)

## Naval Activities with an active airfield
- پایگاه نیروی هوایی دریایی چین - ریجی کرست، کالیفرنیا، کالیفرنیا
- Naval Support Activity Souda Bay - خانیا، کرت
- Camp Lemonnier - جیبوتی
- Naval Surface Warfare Center Dahlgren - Dahlgren، ویرجینیا
- Naval Support Activity Naples - ناپل، ایتالیا

## Former U.S. Naval Air Stations realigned as U.S. Marine Corps Air Stations
- پایگاه نیروی هوایی، دریایی کانیوهو بی، هاوائی (transferred to تفنگداران دریایی ایالات متحده آمریکا به عنوان پایگاه نیروی هوایی، دریایی کانیوهو بی)
- پایگاه نیروی هوایی، دریایی میرامار - California (transferred to تفنگداران دریایی ایالات متحده آمریکا and realigned as پایگاه نیروی هوایی، دریایی میرامار)

## ایستگاه‌های سابق نیروی دریایی
- فرودگاه ایدک - آداک، آلاسکا
- پایگاه هوایی آگانیا - هاگاتنا
- فرودگاه بین‌المللی اکرن فولتن - اکران، اوهایو (now فرودگاه بین‌المللی اکرن فولتن)
- پایگاه هوایی المیدا - کالیفرنیا
- Naval Air Station Albany - جورجیا ( Turner AFB  سابق)
- پایگاه هوایی ارجنتیا - نیوفاندلند و لابرادور
- مرکز ملی دفاعی ژنرال لوسیوس دی کلای - آتلانتا (tenant activity در پایگاه هوایی دابینس سابق)
- پایگاه هوایی باربر پوینت - Barbers Point, Hawaii (realigned as CGAS Barbers Point)
- پایگاه نیروی هوایی پاتریک - Florida (1940–1947) (transferred to the نیروی هوایی ایالات متحده آمریکا and renamed as پایگاه نیروی هوایی پاتریک)
- Naval Air Station and Naval Operating Base Bermuda - Southampton Parish، برمودا،  1941-1970 (subsequently NAS Bermuda Annex)
- پایگاه هوایی برمودا - St. David's Island، برمودا (1970–1995) (Kindley AFB سابق)
- پایگاه هوایی برانزویک - Brunswick, Maine
- فرودگاه صحرایی سسیل - Florida (now فرودگاه سسیل Airport with tenant Coast Guard Air Facility Jacksonville and Florida Army National Guard Aviation Support Facility #1)
- Naval Air Station Chase Field - شهرستان بی، تگزاس (now Chase Industrial Park, an uncontrolled airfield primarily supporting Sikorsky Support Services, Inc. ; portion of former base under the control of the Texas Department of Criminal Justice, which operates the Edmundo Mireles Training Academy, as well as two functional prisons on-site[نیازمند منبع]
- پایگاه هوایی چتم نیول - چتم، ماساچوست
- پایگاه هوایی کوبی - فیلیپین
- Naval Air Station Dallas  - دالاس
- فرودگاه بین‌المللی روزتونا بیچ - فلوریدا (اکنون فرودگاه بین‌المللی روزتونا بیچ)
- پایگاه نیروی هوایی باکلی - کلرادو (initially realigned as Buckley ANGB, اکنون پایگاه نیروی هوایی باکلی)
- پایگاه نیروی هوایی دلند - Florida (اکنون فرودگاه شهری دلند)
- Naval Air Station Ellyson Field - Florida
- Naval Air Station Fort Lauderdale - Florida (اکنون فرودگاه بین‌المللی فورت لادرداله – هالی‌وود
- پایگاه هوایی گلنویو - Glenview, Illinois
- پایگاه هوایی گلینکو - Georgia (اکنون فرودگاه برانزویک گولدن آیل)
- گرین کوو اسپرینگز، فلوریدا - Florida (اکنون Reynolds Airpark Airport)
- Naval Air Station Grosse Ile - Michigan (اکنون فرودگاه شهری گراس له)
- Naval Air Station Hitchcock - Texas
- Naval Air Station Hutchinson - کانزاس (initially transferred to نیروی هوایی ایالات متحده آمریکا and Kansas Air National Guard به عنوان Hutchinson Air National Guard Base, now فرودگاه بادپر سان‌فلاور)
- Naval Air Station Keflavik - کپلاویک (اکنون فرودگاه بین‌المللی کفلاویک)
- فرودگاه کلمته فالز - کلمته فالز، اورگن (transferred to نیروی هوایی ایالات متحده آمریکا and then to the Oregon Air National Guard به عنوان پایگاه هوایی ملی کینگزلی فیلد ایر)
- Naval Air Station Kodiak - آلاسکا (realigned as Coast Guard Air Station Kodiak; also functions as فرودگاه کودیاک))
- فرودگاه لینکولن (نبرسکا) - Nebraska (realigned as فرودگاه لینکولن (نبرسکا) and colocated فرودگاه لینکولن (نبرسکا))
- فرودگاه فینکس گودیر - لیچفیلد پارک (اکنون فرودگاه فینکس گودیر
- فرودگاه صحرایی لوس آلامیتوس ارتش - California (realigned as فرودگاه صحرایی لوس آلامیتوس ارتش)
- Naval Air Station Melbourne - Florida (اکنون فرودگاه بین‌المللی ملبرن)
- Naval Air Station Miami - Florida (realigned as MCAS Miami, then realigned as Coast Guard Air Station Miami as a tenant of فرودگاه اوپا-لوکا)
- فرودگاه صحرایی فدرال موفت - مانتین ویو (transferred to ناسا and redesignated as فرودگاه صحرایی فدرال موفت for ناسا and the California Air National Guard)
- Naval Air Station New York  - بروکلین، نیویورک (1941–1971) Floyd Bennett Field (realigned in 1971 as CGAS New York, closed ۱۹۹۹)
- فرودگاه بین‌المللی نیاگارا فالز - New York (transferred to the Air Force Reserve Command and the New York Air National Guard and realigned as Niagara Falls Air Reserve Station)
- Naval Air Station Port Lyautey - مراکش
- Naval Air Station Pu'unene - Pu'unene, Hawaii (1940–1947)
- Naval Air Station Norfolk - Virginia (realigned as Naval Station Norfolk / Chambers Field)
- پایگاه هوایی اووکلند - California
- پایگاه هوایی اوولیتا - کانزاس (now مرکز هوایی نیو سنتری)
- پایگاه هوایی کوانسیت پوینت - رود آیلند (realigned as فرودگاه ایالت کوینست with Quonset Point ANGB of the Rhode Island Air National Guard and Quonset Point Army Aviation Support Facility of the Rhode Island Army National Guard به عنوان tenant activities
- Naval Air Station Richmond - Florida
- فرودگاه بین‌المللی لامبرت-ست لوی - میزوری (realigned as Lambert/St. Louis ANGB, a tenant of فرودگاه بین‌المللی لامبرت-ست لوی/Lambert Field))
- پایگاه هوایی نیول سنگلی پوینت - پایگاه هوایی نیول سنگلی پوینت،  Philippines
- Naval Air Station Sand Point - Sand Point-سیاتل، واشینگتن،  Washington
- پایگاه هوایی اسنفرد - سنفورد، فلوریدا (now فرودگاه بین‌المللی اورلندو سنفورد)
- فرودگاه منطقه سوفلی - Florida (realigned as Naval Outlying Field Saufley and Naval Education and Training Program Development Center Saufley Field)
- پایگاه هوایی ویمت جنوبی - ویموت، ماساچوست
- پایگاه هوایی اسکوانتوم - کوئنسی، ماساچوست
- فرودگاه مالکوم مک‌کینون - جورجیا
- Naval Air Station Tillamook - تیلموک، اورگن (now فرودگاه تیلاموک
- Naval Air Station Twin Cities - مینیاپولیس (transferred to the Air Force Reserve and Minnesota Air National Guard به عنوان Minneapolis-Saint Paul Joint Air Reserve Station with Naval Air Reserve Center (now Navy Operational Support Center) Twin Cities as tenant command
- فرودگاه شهری ورو بیچ - Florida (now فرودگاه شهری ورو بیچ)
- Naval Air Station Weeksville - ایلیزبت سیتی، کارولینای شمالی
- فرودگاه کیپ می - Rio Grande, New Jersey (now فرودگاه کیپ می)
- پایگاه هوایی موقت ویلوو گروو - Horsham Township, Pennsylvania